# Lawrence Gwozdz
Lawrence S. Gwozdz (* 1. April 1953 in Niagara Falls) ist ein amerikanischer klassischer Saxophonist. Seine künstlerische Sensibilität hat ihn zu einem Verfechter einer breiten Palette von Kompositionen gemacht, von Barock bis zu zeitgenössischer Musik.

## Leben
Gwozdz wurde als Sohn polnisch-amerikanischer Eltern in Niagara Falls, New York, geboren und erlangte einen internationalen Ruf für seine Erfolge bei der Enthüllung der Eigenschaften des klassischen Saxofons, wie es ursprünglich von seinem Erfinder Adolphe Sax beabsichtigt war. Er war Schüler und langjähriger Freund des Saxofonpioniers Sigurd Rascher.
Zu den Konzerten von Gwozdz gehörten große Städte in Asien, Europa und Nordamerika: Peking, Chicago, Leipzig, London, Los Angeles, Manchester, Prag, St. Louis, Warschau, Zagreb, Zürich. Seine Festivalauftritte – das Yehudi Menuhin Festival, das internationale Kammermusikfestival von Le Touquet, das Spoleto Festival USA – wurden von der Kritik gelobt. Sein Auftritt mit I Solisti di Zagreb motivierte die Presse zu schreiben: „Gwozdz benutzt sein Instrument mit Überlegenheit und Virtuosität“ (Vjesnik).
Gwozdz’ Carnegie-Hall-Debüt wurde im Musical America als „außergewöhnliche Aufführung zeitgenössischer Musik“ beschrieben, „mit der Art von Timbre, die Adolphe Sax am ehesten im Sinn hatte… immer mit Feinheit und Geschmack“ (The New York Concert Review). Im Fernsehen trat Gwozdz mit der berühmten Organistin Diane Bish bei The Joy of Music auf und spielte Konzerte und Liederabende im Radio für die Serie Dame Myra Hess (Internationales öffentliches Radio), das tschechische Radio Prag, das kroatische Radio und das öffentliche Radio von Minnesota.
Gwozdz fördert, spielt und nimmt zeitgenössische Musik auf. Komponisten wie Samuel Adler, Walter Hartley, Zdenek Lukas, Armand Russell, Robert Starer, Roger Vogel, John Worley haben ihm neue Kammermusikwerke gewidmet. Gwozdz hat auch volle Saxofonkonzerte der amerikanischen Komponisten Stephen Dankner, Alan Theisen und Randall Snyder uraufgeführt.
Gwozdz wurde mit Spina Bifida geboren und setzt sich für Kunst von Menschen mit Behinderungen ein. Gwozdz ist auch bekannt für seine kommentierte Übersetzung des Buches „Das Saxofon“ von Jaap Kool vom Deutschen ins Englische. Das Buch wurde 1987 von Egon Publishers Ltd (Herts, England) veröffentlicht.

## Ausbildung
- D.M.A., University of Iowa
- M.M., University of Nebraska
- B.M.E., State University of New York, Fredonia[2]